# Battaglia di Adrianopoli (718)

## La battaglia
Il Khan dei bulgari, su sollecitazione dell'imperatore bizantino Leone III Isaurico, attaccò le truppe arabe acquartierate ad Adrianopoli, le sconfisse e riconquistò la città. Le perdite arabe furono molto ingenti; secondo Teofane Confessore furono uccisi in battaglia almeno 22 000 arabi.

## Conseguenze
Dopo questa vittoria i bulgari avevano la strada aperta per portare soccorsi e rinforzi a Costantinopoli ancora sotto assedio arabo. Il califfo Omar ordinò alla armata araba di lasciare l'assedio e di ripiegare e quindi il 15 agosto successivo Maslama ibn Abd al-Malik diede l'ordine di ritirata, ponendo fine sia al secondo assedio di Costantinopoli che all'espansionismo arabo in questo settore del Mediterraneo.